# ستار خان

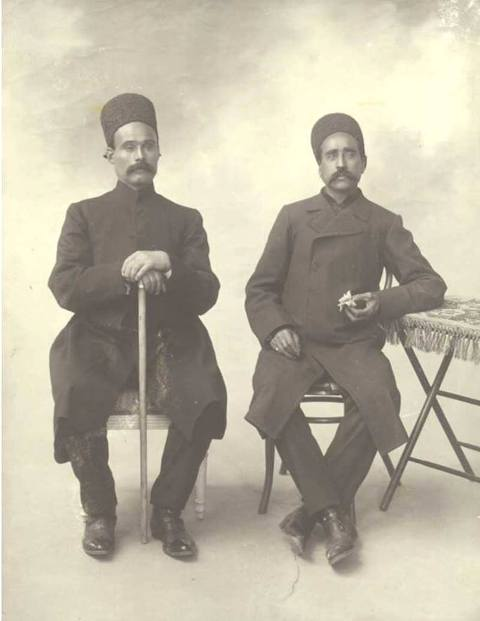
ستار خان و باقر خان

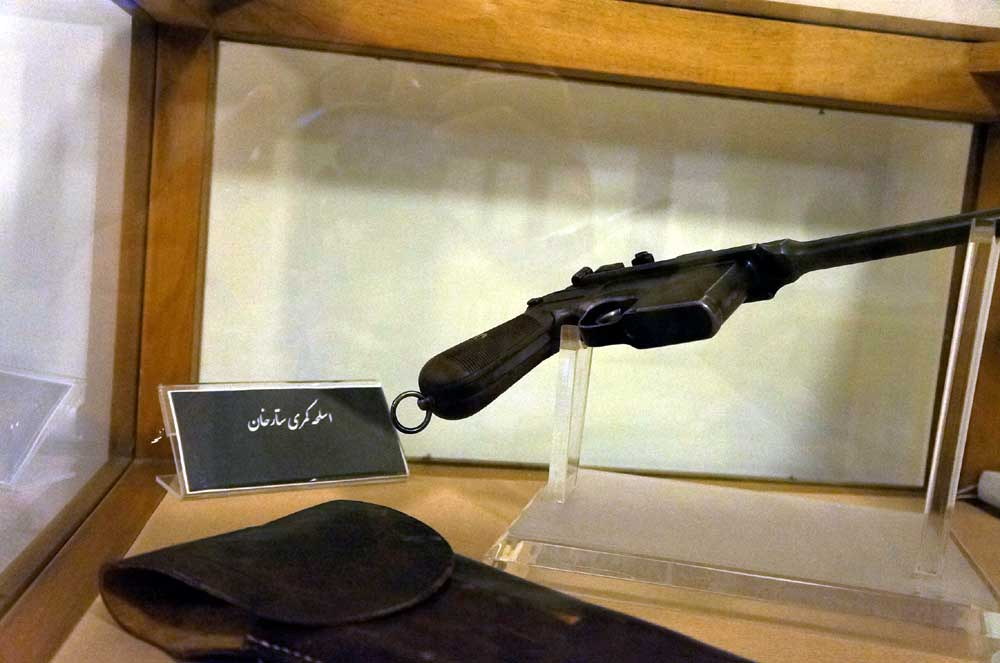
اسلحة شخصية ستار خان

ستار خان (أكتوبر 1866 - 17 نوفمبر 1914)، لقب فخري سردار ملي، هو شخصية محورية في الثورة الدستورية الإيرانية ويعتبر بطلاً قومياً لدى الشعب الإيراني.

## حياته
ولد ستارخان قره داغي، الابن الثالث للحاج حسن قراجه داغي عام 1284 للهجرة في أرسباران بشمال محافظة آذربيجان الشرقية.ان المعلومات القليلة والمتناثرة عنه تحكي بأن ستارخان كان يعمل مع والده في بيع الأقمشة في قرى ارسباران. وبعد مقتل أخيه إسماعيل على أيدي القوات الحكومية، هاجر ستارخان مع عائلته إلى مدينة تبريز وأقام في حي «اميرخيز».

## شبابه
في شبابه التحقق بكتيبة الخيالة لحاكم خراسان، ومن ثمّ سافر إلى شد رحاله المدن المقدسة في العراق، بعد فترة عاد إلى تبريز وعمل مسؤولاً عن عقارات محمد تقي الصراف، ولم يلبث أن دخل قوات الدرك بناءً على توصية العميد رضا قلي خان وكلف بحماية طريق مرند- خوي. بعد فترة لفت نظر مظفرالدين ميرزا (ولي العهد) اليه فنال لقب «خان» لينظم إلى حرس ولي العهد الخاص في مدينة تبريز.
وفي أحد اشتباكاته مع عناصر محمد علي ميرزا (ولي العهد)بتبريز، صدر الامر بإلقاء القبض عليه ولكنه تمكن من الخروج من المدينة، وبعد أن وساطة شيوخ وكبار شخصيات المدينة عاد إلى تبريز.

## مقاومته خلال استبداد الضغير
مع اندلاع الثورة الدستورية بطهران العاصمة وانتشار رقعتها في مختلف ارجاء البلاد، ثار المناضلون والأحرار الأذربيجانيون والقوقازيون بقيادة ستارخان وباقرخان دعماً لهذه الثورة الدستوريه في إيران، وأبدوا مقاومة عنيفة ضد القوات التي أرسلتها الحكومة المركزية والولاة المحليون بقيادة عبد المجيد ميرزا عين الدولة، التي يتراوح عددها بين 35و40 ألف جندي ولم تتمكن هذه القوات منهم فاحتموا دخل تبريز الصامدة فصمدت تبريز امام حصار اقتصادي فرضته القوات الحكومية دام 11عاشت المدينة خلالها ظروفاً معيشية صعبة لاتطاق.
وأخيراً وإثر توسط القنصليتين الروسية والبريطانية وموافقة الطرفين المتنازعين على فك الحصار ودخول عددٌ من الجنود الروس مدينة تبريز دخلت المؤونة أيضاً إلى المدينة ثم انسحبت القوات الحكومية ومن يدعمهم من كبار العشائر المتنفذين المعارضين للثورة الدستورية عن ضواحي تبريز، وانتهى الدور الذي أدّاه القائدان ستارخان وباقرخان في دفاعهما عن الثورة الدستورية ومدينة تبريز.
وخلق تواجد هؤلاء الجنود الروس في تبريز السبب ظروفاً صعبة لستارخان وباقرخان ينذر بخطر حقيقي يحدق بهما؛ ما جعلهما وعدداً من أنصارهما وقادة الأحرار يلجأون إلى القنصلية العثمانية.

## هجرته الي طهران
خلق تواجد هؤلاء الجنود الروس في تبريز السبب ظروفاً صعبة لستارخان وباقرخان ينذر بخطر حقيقي يحدق بهما؛ ما جعلهما وعدداً من أنصارهما وقادة الأحرار يلجأون إلى القنصلية العثمانية، إلا أنهم وبضغط الحكومة الروسية هاجروا مع مجروعة من المناضلين الأحرار سنة 1327 للهجرة القمرية إلى طهران.
وفي العاصمة طهران، تم استقبالهم بالحفاوة والترحاب، كما تم تكريمهم من قبل مجلس الشورى الوطني الإيراني وأهديت لستارخان وباقرخان ميداليتان ذهبيتان فضلاً عن أن المجلس قرر لهما راتباً شهرياً.
واثر عملية الاغتيال اثنين من قادة النهضة الدستورية وهما آية الله السيد عبد الله بهبهاني وميرزا محمد علي تربيت، أمرت الحكومة بنزع سلاح الجماعات المسلحة، فعارض ستارخان هذا القرار وخاض معركة مع قوات الحكومة الدستورية؛ أسفرت عن اصابته برصاصة في رجله، وفي نهاية المطاف ارغم على الاستسلام وقتل عددٌ من الافراد الموالين له.

## وفاته
أخيراً توفي القائد الوطني ستارخان سنة 1332 بطهران، و ووري جثمانه الثرى بحوار المرقد المقدس للسيد عبد العظيم الحسني (رض).